# Cis subfuscus
Cis subfuscus är en skalbaggsart som beskrevs av Henry Stephen Gorham 1886. Cis subfuscus ingår i släktet Cis och familjen trädsvampborrare. Inga underarter finns listade i Catalogue of Life.